# Rue de la sardine
Pour l'adaptation, voir Rue de la sardine (film).
Rue de la sardine (Cannery Row en anglais) est un roman de John Steinbeck paru en 1945.
Le roman a une suite intitulée Tendre Jeudi (Sweet Thursday), publiée en 1954.

## Résumé
L'action prend place à Monterey, dans la rue du même nom. 
L'auteur centre son roman sur la relation entre différents personnages qui se connaissent, s'entraident et s'amusent ensemble, au sein d'un lieu plus vivant qu'il n'y paraît.

## Aspects littéraires
Le roman explore les multiples facettes de l'être humain, avec humour et bonne humeur, mais également avec des moments tristes ou émouvants. 
S'inscrivant dans la même étude sociale que Tortilla Flat, l'auteur livre un roman court et plaisant, une œuvre distrayante, écrite dans un style simple et agréable avec des personnages attachants.

## Adaptations
- 1982 : Rue de la sardine (Cannery Row), film américain réalisé par David S. Ward, d'après les deux livres (Rue de la sardine et Tendre Jeudi), avec Nick Nolte et Debra Winger.